# Associació Catalana d'Estudiants (Catalunya Nord)
L'Associació Catalana d'Estudiants (ACE) és una entitat nascuda durant l’any escolar 1986-1987, arran del II Congrés Internacional de la Llengua Catalana celebrat a Perpinyà.
Després d’un poc menys de 10 anys d’inactivitat, al mes de gener del 2020, uns quants estudiants de l'Institut Franco-Català Transfronterer de la Universitat de Perpinyà, decideixen materialitzar la proposta feta pel director de l’IFCT i ex-president de l’ACE, Alà Baylac-Ferrer. És així que l’ACE coneix el seu renaixement.